# Karl Iskraut
Karl Friedrich Wilhelm Iskraut (* 1. März 1854 in Steinhöfel; † 1942 in Naumburg) war evangelischer Pfarrer und Mitglied des Deutschen Reichstags.

## Leben
Iskraut war Pfarrer in Kemnitz und zog 1890 nach Bielefeld. Zwischen 1892 und 1898 lebte er in Gohfeld, dann war er Hilfsprediger in Berlin. 1900 zog er nach Krössuln und 1924 ging er in Naumburg in Ruhestand.
Er war in besonders auffälliger Weise agitatorisch gegen die Sozialdemokratie und gegen die Juden tätig. 1891 gelangte er als "Knüppelpfarrer" zu einer besonderen Berühmtheit durch die sogenannte Spenger Schlacht, als 1500 „christliche Bauern“ gewaltsam eine sozialdemokratische Versammlung sprengten. Danach betätigte er sich vor allem im politischen Antisemitismus mit einer Vortragstätigkeit bis ins hohe Alter.
Von 1895 bis 1898 war er Mitglied des Deutschen Reichstags für den Reichstagswahlkreis Regierungsbezirk Kassel 4 (Eschwege, Schmalkalden, Witzenhausen) und die Deutschsoziale Reformpartei.